# Pagamento especial por conta
O Pagamento Especial por Conta, usualmente abreviado pela sigla PEC, foi uma medida de tributação aplicável a empresas portuguesas, e legislada no Artigo 98 do Código do Imposto de Rendimento sobre Pessoas Colectivas (IRC) da República Portuguesa.
No dia 27 de Novembro de 2009, a Assembleia da República anunciou o fim desta medida, com efeito a partir do dia 1 de Janeiro de 2010.